# La Alpujarra
La Alpujarra (en ocasiones las Alpujarras) es una región histórica española que se encuentra dividida entre las provincias de Granada y Almería, en Andalucía, y que comprende las faldas de la ladera sur de Sierra Nevada y las sierras de Lújar, La Contraviesa y Gádor.

## Toponimia
En textos antiguos a veces la región es denominada alpujarras, nombre que deriva del término árabe al Busherat (al-bugscharra), que podría traducirse como «la tierra de hierba» o «la tierra de pastos». Pedro Antonio de Alarcón, que viajó por la comarca y escribió un libro, publicado en 1874, da, además de esta versión del nombre, cuatro más. Citando a Luis de Mármol Carvajal, Alarcón dice que la palabra viene de la voz árabe abuxarra que, siempre según Alarcón, quiere decir «la rencillosa, la pendenciera». El mismo Alarcón da una segunda hipótesis del origen del nombre, que toma del arabista Miguel Lafuente Alcántara, quien añade que la palabra árabe abuxarra también significa «indomable». Una tercera opinión del origen del nombre procede de los arabistas ingleses Romey y Sacy quienes, basándose en los testimonios del historiador árabe Suar el-Kaicí, consideran que la palabra Alpujarra viene de la voz arábiga Albordjela que significa «la fortificada». Finalmente, Alarcón menciona la opinión del orientalista e historiador Francisco Javier Simonet, que sugirió con escaso convencimiento la posible procedencia del nombre Albuxarrat, traducido por «la Sierra Blanca» o «Sierra Nevada».

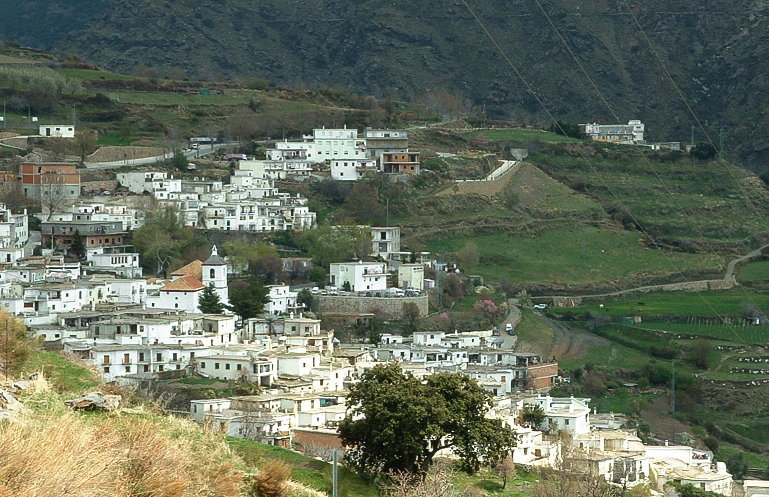
Busquístar, zona central de la región

En 1881, el ingeniero y arabista, Eduardo Saavedra atribuía el origen de Alpujarra a la raíz céltica alp con significado de altura y a la forma xarrat o serrat, en la que entroncarían la latina serra o la gaélica sreath, para designar hilera, serie o grupo. Así «Alpujarra vendría a ser un equivalente de agrupación de montes».
Basándose en la forma Buxaira con la que, según Gómez-Moreno, encontramos citada La Alpujarra por vez primera, hay autores que le otorgan al topónimo un origen celta relacionado con la forma prerromana alp, para designar pasto de montaña, y el diptongo mozárabe -aira.
Un estudio reciente considera también dos componentes para el orónimo: «la base léxica prerromana alp-/alb- (vocalizada posiblemente como *alpus) más un sufijo -rr- (vocalizado en -arra) de carácter mediterráneo indoeuropeo». La raíz -alp/-alb, precéltica indoeuropea expresando altura, ladera o monte, y el sufijo -rr-, mediterráneo occidental indoeuropeo, que prolifera en palabras populares y en topónimos como Navarra, Segarra o Tabarra.

## Geografía física y humana

### Paisaje y naturaleza
La región consiste principalmente en una serie de valles y barrancos que descienden desde las cumbres de Sierra Nevada, en el norte, al eje vertebrador de la comarca, que es el gran valle, dispuesto en dirección este-oeste, formado por las cuencas del río Guadalfeo, en la parte granadina, y del río Andarax, en la parte almeriense. Al sur, la Sierra de Lújar, la Sierra de la Contraviesa y la Sierra de Gádor con sus barrancos, que descienden desde estas sierras al mar Mediterráneo. 
Se trata de un espacio de una enorme belleza natural y grandes contrastes. A causa de su clima suave, combinado con una fuente estable de agua para la irrigación de los ríos que descienden de Sierra Nevada, los valles de La Alpujarra disfrutan de un importante grado de fertilidad, si bien a causa de la naturaleza del terreno sólo pueden ser cultivados en pequeñas parcelas, por lo cual las técnicas modernas de agricultura no suelen ser viables. Abundan los árboles frutales, como naranjos, limoneros, caquis, manzanos, higueras, castaños, almendros, y los viñedos. La zona este de La Alpujarra, la almeriense, así como la cara sur de las sierras costeras son más áridas.

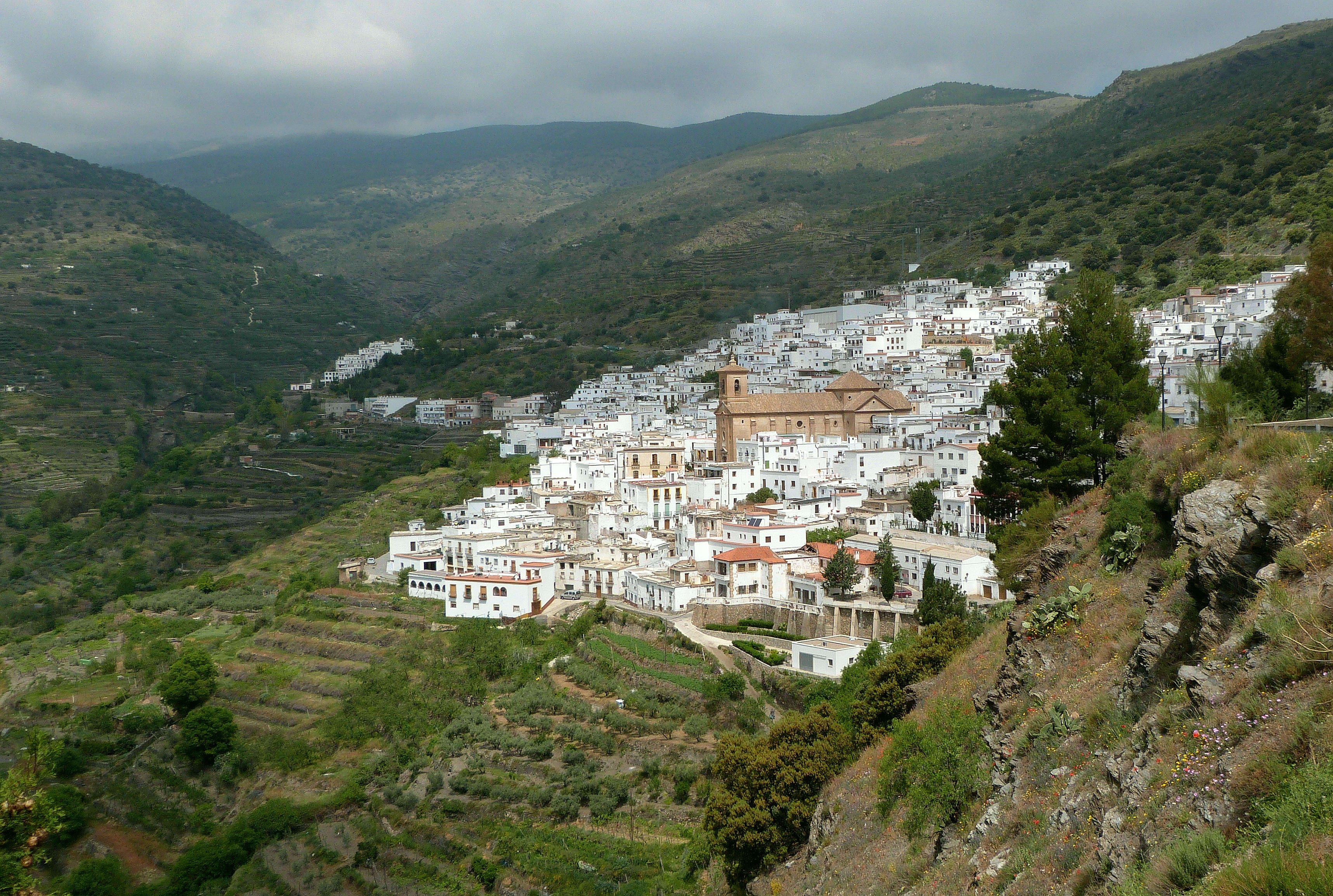
Paisaje en Ohanes.

### Población urbana
Las mayores villas de la región son Órgiva, Lanjarón, Ugíjar, Cádiar, Berja y Trevélez. Las tres villas blancas en la garganta del río Poqueira son los pueblos de Pampaneira, Bubión y Capileira, y han sido reconocidos como destinos turísticos de entidad. Próximas a ellas hay otras villas igualmente tradicionales de apariencia similar, por ejemplo en el municipio de La Taha, al este de la garganta del Poqueira. La forma escalonada de la tierra hace que las casas en los pueblos parezcan estar apiladas unas encima de otras, y sus características cubiertas planas de launa, así como chimeneas, balcones y "tinaos", que se extienden a través de las estrechas calles escalonadas, le dan una apariencia pintoresca y única.

### Servicios
En general, la imposibilidad de mecanizar la agricultura en un lugar tan montañoso causa su falta de competitividad en la actualidad, por lo que el factor de crecimiento del área viene de parte del turismo. Existen servicios de autobús desde y hacia Granada, Almería y Málaga, y los aeropuertos de estas tres ciudades quedan, en consecuencia, a un par de horas de distancia en coche. El puerto de Motril es el lugar de embarque más cercano. El sendero de larga distancia GR7 (E4) Arco Mediterráneo (Itinerarios Europeos de Larga Distancia) atraviesa la zona. Hay además otros senderos de interés, como el Sulayr o la ruta medieval.

### Figuras de protección
La Alpujarra es una de las zonas de Europa con más superficie protegida jurídicamente, tanto desde la perspectiva ambiental (parque nacional de Sierra Nevada, parque natural de Sierra Nevada) como histórico-patrimonial (Conjunto Histórico del Barranco del Poqueira, Sitio Histórico de la Alpujarra).

## Historia
La Alpujarra fue sucesivamente colonizada por íberos y celtas, por la antigua Roma y por visigodos antes de la conquista musulmana de Hispania durante el siglo VIII; no obstante, el historiador árabe Ibn Ragid declara que la región no fue conquistada por los árabes debido a la aspereza de su territorio. Su colonización, por tanto, hubo de ser posterior y realizarse de modo muy paulatino. La región fue el último refugio de los moriscos, a quienes se les permitió permanecer allí hasta mucho después de la caída del reino nazarí de Granada en 1492. Tras la revuelta morisca de 1568 (durante la que Abén Humeya, de nombre cristiano Fernando de Córdoba y Válor, se proclamó rey de la Alpujarra), la población morisca fue expulsada de la región después de que esta fuera usada como su base militar. Por orden de la Corona española, se requirió que dos familias moriscas permanecieran en cada villa para ayudar a los nuevos habitantes introducidos desde Castilla (fundamentalmente procedentes de otros lugares de Andalucía, así como castellanos, gallegos y leoneses) y enseñarles la forma de trabajar las terrazas y los sistemas de irrigación de los que depende la agricultura de la región. Sin embargo, la repoblación fracasó y los sistemas agrícolas se perdieron, sustituidos por especies y métodos de origen castellano.
La influencia de la población árabe se puede observar, lógicamente, en el paisaje agrario, la arquitectura cúbica (interaccionada con la arquitectura bereber de las montañas marroquíes del Atlas), la cocina local, el tejido de alfombras y jarapas y en numerosos nombres de lugar de origen árabe. También en la permanencia de manifestaciones culturales como el Trovo.

## Municipios que la forman
De acuerdo con el catálogo elaborado por la Consejería de Turismo y Deporte de la Junta de Andalucía (27 de marzo de 2003), los municipios que forman las comarcas Alpujarra Almeriense (véase esta lista) y Alpujarra Granadina (véase ésta otra) son, por orden alfabético:
| - Alboloduy (Almería) - Alcolea (Almería) - Alhabia (Almería) - Alhama de Almería (Almería) - Alicún (Almería) - Almegíjar (Granada) - Almócita (Almería) - Alpujarra de la Sierra (Granada) - Alsodux (Almería) - Bayárcal (Almería) - Beires (Almería) - Bentarique (Almería) - Bérchules (Granada) - Bubión (Granada) - Busquístar (Granada) - Cádiar (Granada) - Cáñar (Granada) - Capileira (Granada) | - Cástaras (Granada) - Canjáyar (Almería) - Capileira (Granada) - Fondón (Almería) - Huécija (Almería) - Íllar (Almería) - Instinción (Almería) - Juviles (Granada) - La Taha (Granada) - Lanjarón (Granada) - Laujar de Andarax (Almería) - Lobras (Granada) - Murtas (Granada) - Nevada (Granada) - Mairena (ELA) - Picena (ELA) - Ohanes (Almería) - Órgiva (Granada) | - Padules (Almería) - Pampaneira (Granada) - Paterna del Río (Almería) - Pórtugos (Granada) - Rágol (Almería) - Santa Cruz de Marchena (Almería) - Soportújar (Granada) - Terque (Almería) - Torvizcón (Granada) - Trevélez (Granada) - Turón (Granada) - Ugíjar (Granada) - Válor (Granada) |

No obstante, dejando al margen las divisiones comarcales oficiales, y teniendo en cuenta los límites geográficos, y la historia de cada pueblo, algunos autores consideran pueblos alpujarreños a los de: 
- Adra (Almería)
- Albondón (Granada)
- Albuñol (Granada)
- Alcázar (actualmente Órgiva) (Granada)
- Gualchos-Castell de Ferro (Granada)
- Lújar (Granada)
- Polopos (Granada)
- Sorvilán (Granada)
- Rubite (Granada)

enclavados total o parcialmente en la Sierra de la Contraviesa o en la Sierra de Lújar, y a los que por su situación están ubicados en las faldas de la Sierra de Gádor:
- Berja (Almería)
- Dalías (Almería)
- El Ejido (Almería)
- Enix (Almería)
- Felix (Almería)
- La Mojonera (Almería)
- Roquetas de Mar (Almería)
- Vícar (Almería)

## Alpujarra Alta, Media y Baja
Desde una perspectiva puramente descriptiva, que no tiene reflejo ninguno en la organización administrativa, política o física de la comarca, suele diferenciarse entre Alpujarra Alta y Alpujarra Baja; en ocasiones, se diferencia también una Alpujarra Media.

### Alpujarra Alta
Comprende las laderas sureñas de Sierra Nevada y el Alto Andarax. 
La Alpujarra Alta, con sus pueblos colgados en las laderas de Sierra Nevada, es la zona más conocida de la Alpujarra, la más visitada por viajeros y turistas. Tiene paisajes diversos, entre los que destaca el Barranco del Poqueira, donde se hallan tres pueblos singulares: Pampaneira, Bubión y Capileira. De igual manera, destacan Cáñar, Soportújar, La Taha-Pitres, Pórtugos, Busquístar, Trevélez, Juviles, Bérchules, Mecina Bombarón, Yegen, Válor, Mecina Alfahar, Mairena, Júbar, Laroles, Bayárcal, Paterna del Río, Laujar de Andarax, Alcolea, Fondón, Beires, Almócita, Padules, Ohanes y Canjáyar (estos últimos pertenecen al Alto Andarax).
A la Alpujarra Alta se entra por Lanjarón, ciudad balneario, y se sale, siguiendo una estrecha y sinuosa carretera que recorre las faldas de Sierra Nevada en dirección este-oeste, por Alhama de Almería y Gádor.

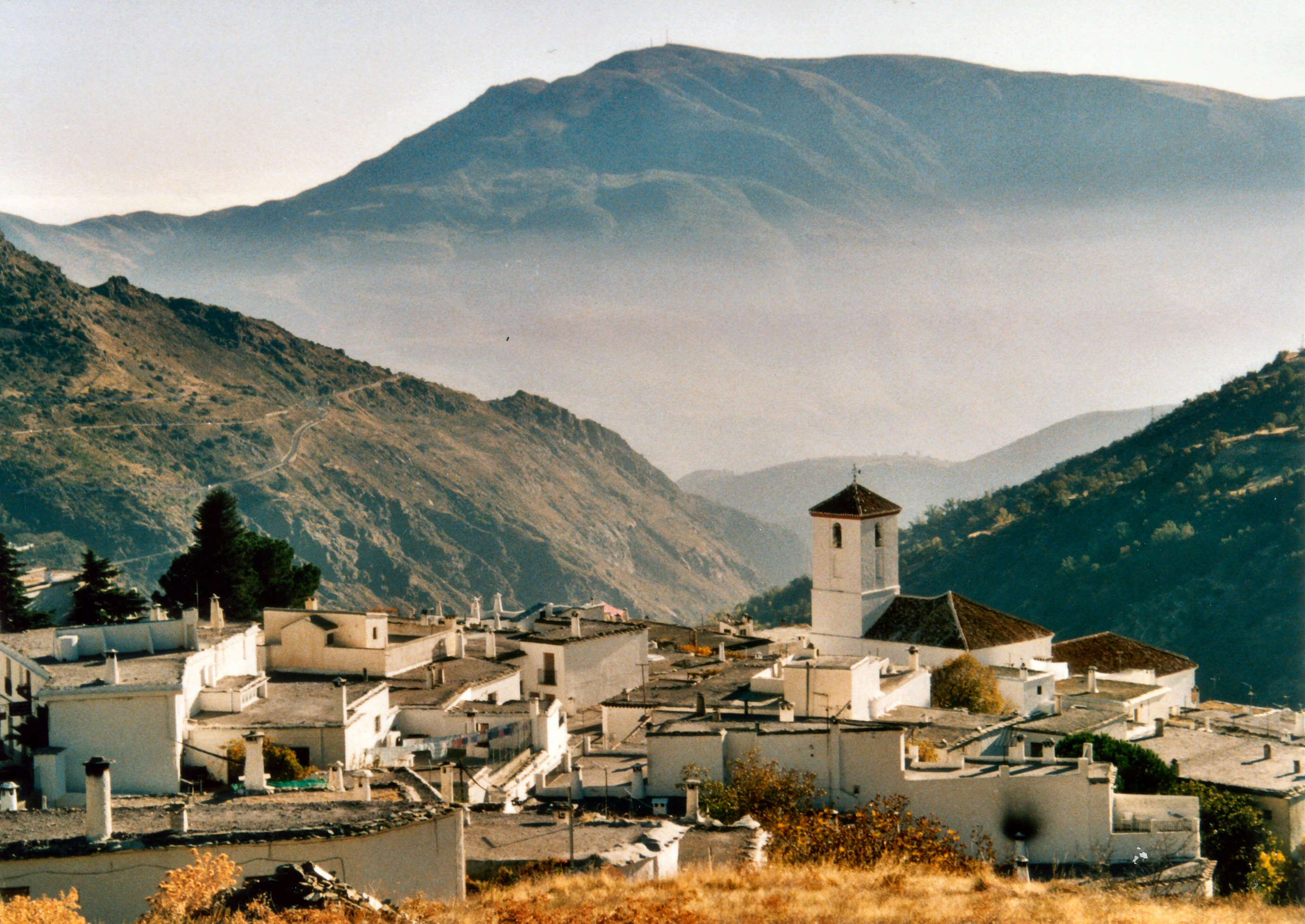
Capileira
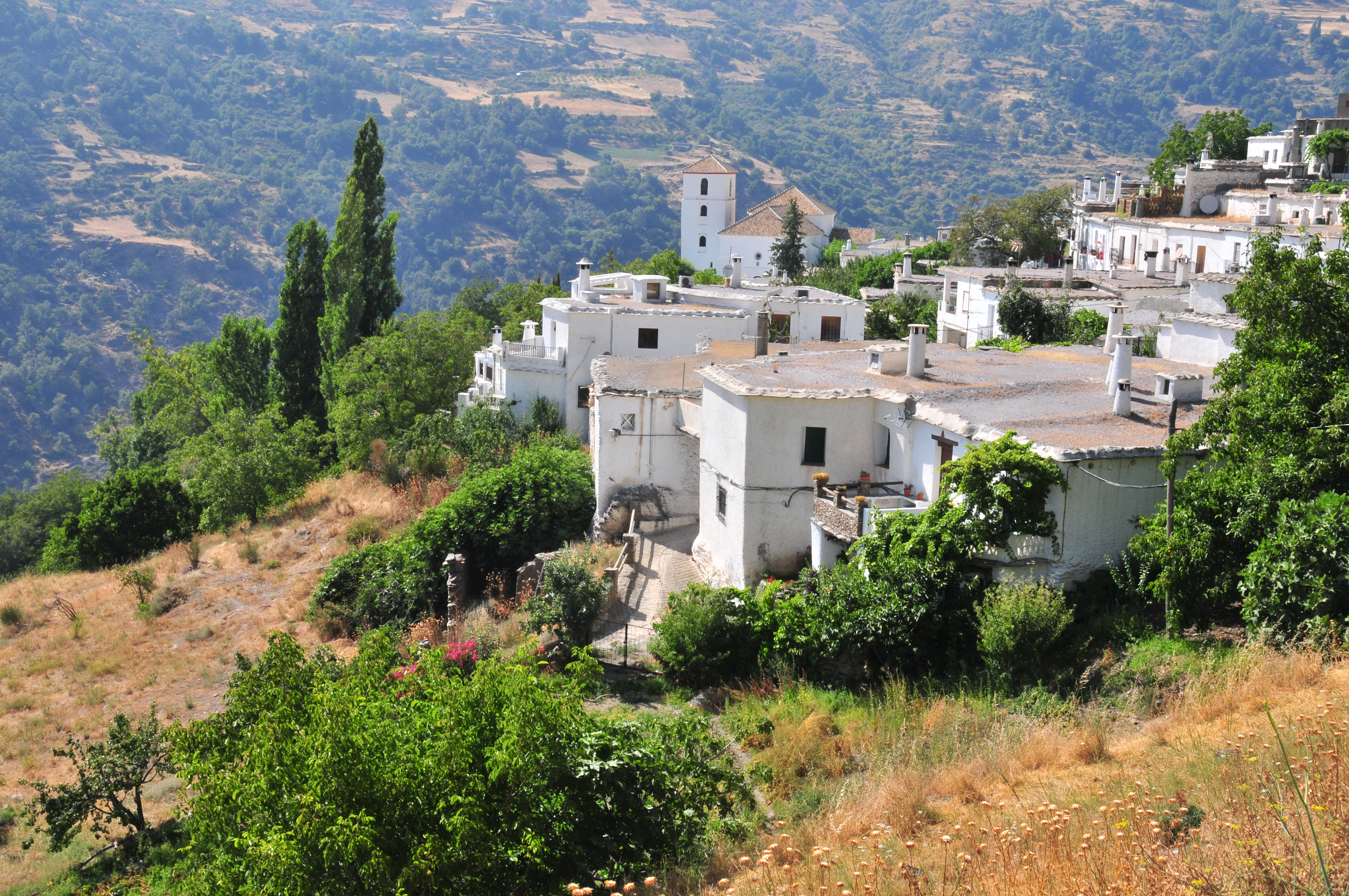
Bubión
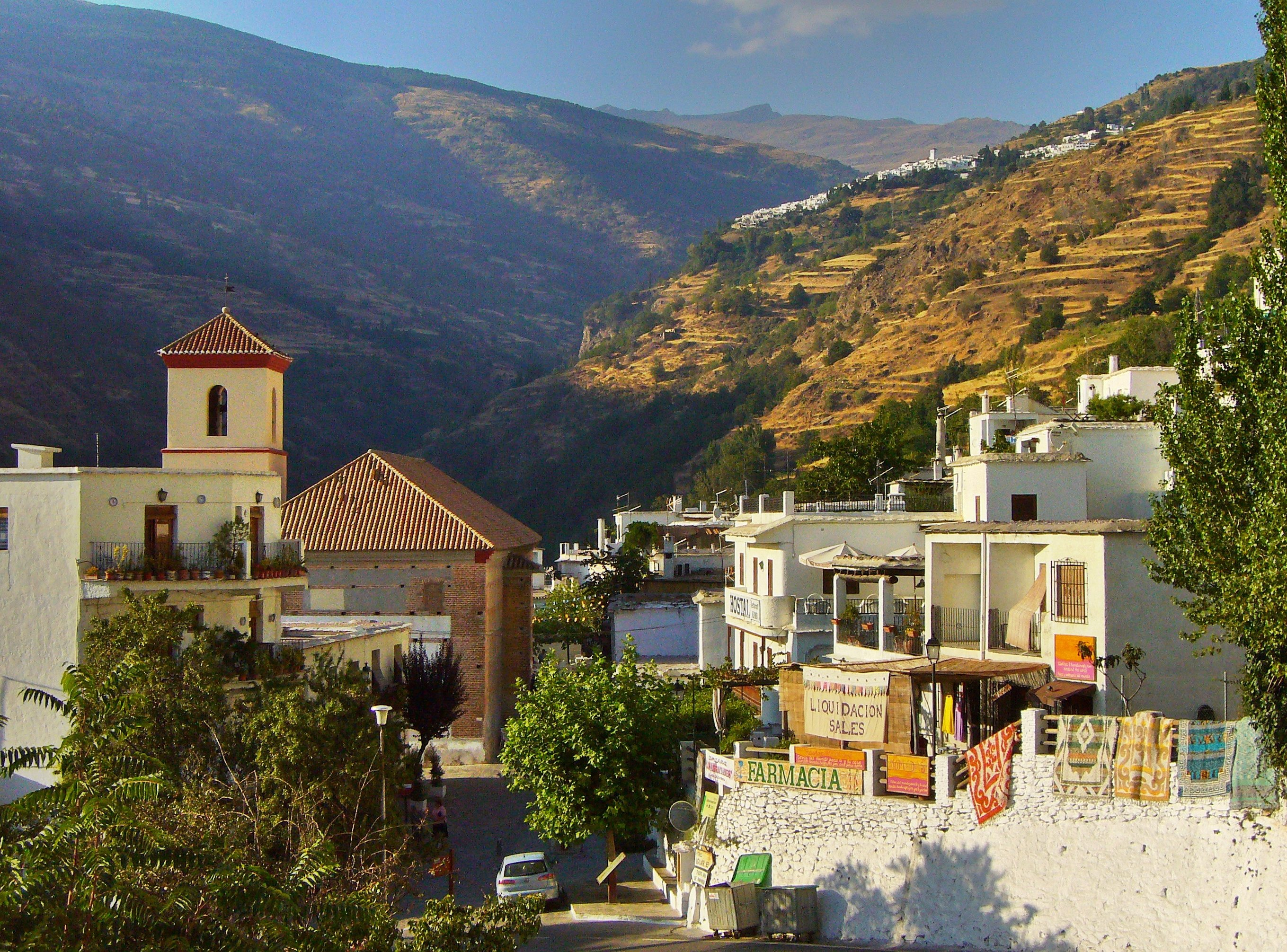
Pampaneira
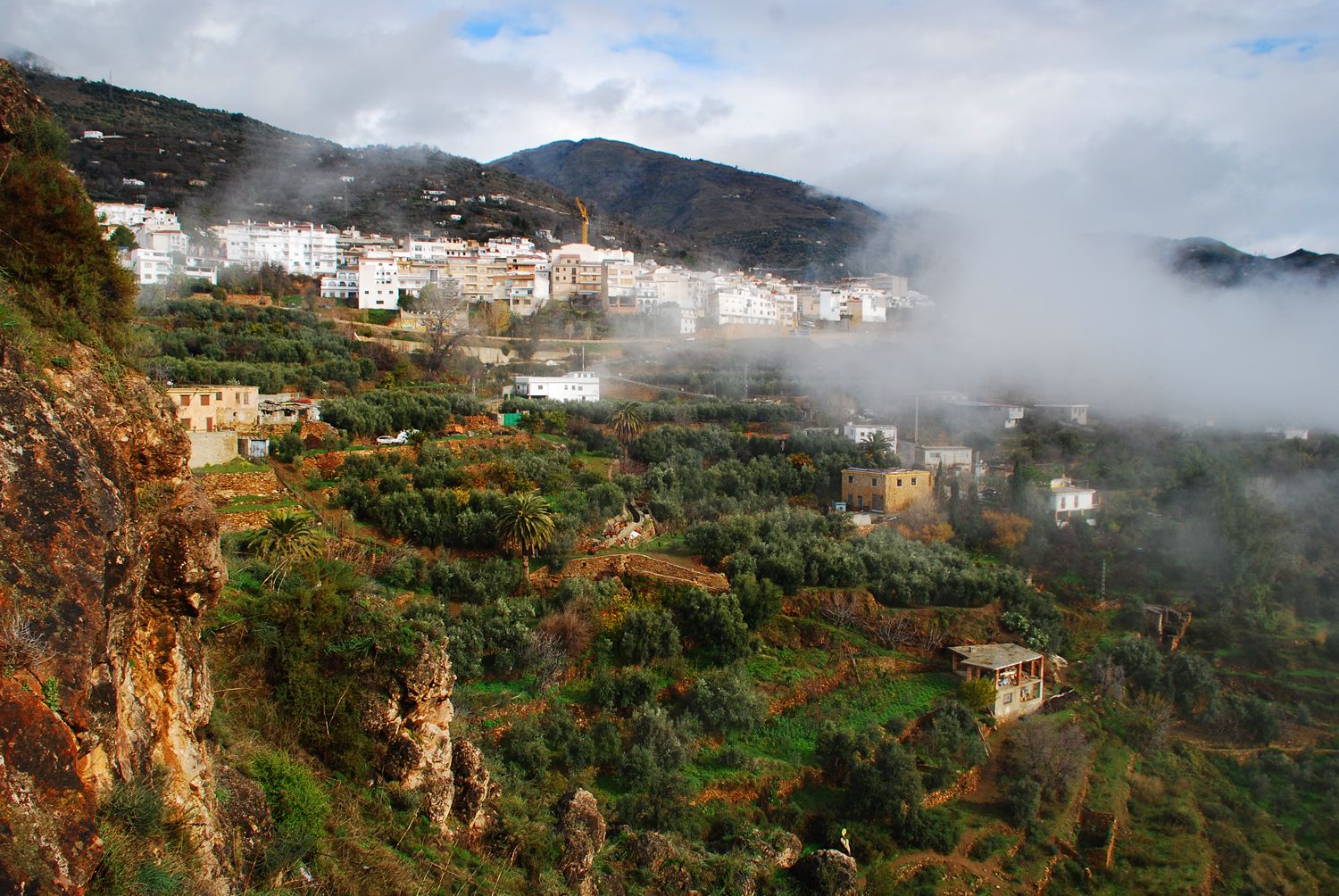
Lanjarón
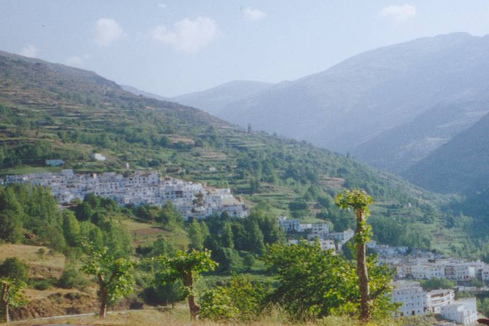
Trevélez

### Alpujarra Baja
La Alpujarra Baja comprende el Valle del Guadalfeo, la Sierra de Carchuna, la Sierra de la Contraviesa, la Hoya de Berja, la Sierra de Gádor y el Campo de Dalías. Por tanto, las poblaciones, situadas en el valle del río Guadalfeo (Órgiva, Torvizcón, Cádiar...) y en las sierras costeras, a media ladera, desde Gualchos (Granada), en la ladera este de Sierra de Carchuna, hasta Aguadulce. Pertenecen a la Alpujarra Baja todos los pueblos de la Sierra de la Contraviesa, incluidas Adra, así como, más al este, las poblaciones de la Sierra de Gádor, Berja, Dalías y El Ejido, Enix, Felix, y algunas zonas de Vícar, La Mojonera y Roquetas de Mar (como Aguadulce), en la provincia de Almería.

### Alpujarra Media
Con frecuencia incluida en la Alpujarra Baja, la pequeña cadena montañosa paralela, intermedia entre Sierra Nevada y el río Guadalfeo se conoce como Alpujarra Media. En ella estarían incluidas las poblaciones de Puerto Juviley, Almegíjar, Notáez, Cástaras, Nieles, Tímar y Lobras. Integran uno de los núcleos principales del Sitio Histórico de la Alpujarra Media y La Taha.